# Karol Dominik Jacobi
Karol Dominik Jacobi (ur. 2 października 1779 w Toruniu, zm. 2 sierpnia 1842 tamże) – malarz toruński, pochodzący z wielopokoleniowej rodziny malarzy cechowych z Torunia.
Był synem Jana Bogumiła, pierwszego znanego przedstawiciela rodziny Jacobi w Toruniu, oraz Ewy z Michałowskich. Terminował w warsztacie ojca. 6 grudnia 1796 złożył w toruńskim cechu malarzy i rzeźbiarzy pracę czeladniczą – rysunek przedstawiający Zeusa. W kwietniu 1805 przydzielono mu temat pracy mistrzowskiej – obrazy Święta Rodzina i Tidaemida – które przedłożył 18 maja tegoż roku. Prowadził później w Toruniu własny warsztat, w którym wykonywał przede wszystkim zlecenia rzemieślnicze. Uczestniczył w życiu społecznym Torunia, był członkiem kolegium magistrackiego oraz wchodził w skład rady parafialnej kościoła św. Jakuba na Nowym Mieście.
Jego twórczość artystyczna nie jest znana; prace mistrzowskie nie zachowały się. Janina Kruszelnicka przypisuje mu autorstwo przechowywanego w zbiorach Muzeum Okręgowego w Toruniu Portretu Eugenii (Joanny?) ze Zboińskich Piwnickiej. Obraz (olej na płótnie) powstał w drugiej ćwierci XIX wieku, a za hipotezą o autorstwie Karola Dominika Jacobiego przemawiają m.in. związki malarza z rodziną Piwnickich; wykonywał on dla tej ziemiańskiej rodziny zapewne i inne prace, a Dominik Piwnicki był ojcem chrzestnym jednego z jego synów. Wizerunek Piwnickiej wykorzystuje schemat kompozycyjny, znany od XVIII wieku z portretu Magdaleny z Lubomirskich Sapieżyny pędzla Bacciarellego, i reprezentuje typ portretu romantycznego, co wyraża się m.in. w ubiorze stylizowanym na historyczny czy pozie portretowanej, zadumanej melancholijnie przy lekturze listu. W wykonaniu obrazu malarz poprawnie odtworzył osobę portretowaną, koncentrując się zwłaszcza na twarzy modelki, ujawniły się natomiast braki warsztatowe w perspektywie przestrzennej wnętrza oraz w przedstawieniu przedmiotów. Takie rozłożenie umiejętności charakterystyczne było dla szkolenia malarzy cechowych, gdzie nacisk kładziono na odtworzeniu postaci ludzkiej, ze szczególnym uwzględnieniem fizjonomii. Pozostałe elementy uchodziły za mniej ważne.
Karol Dominik Jacobi był dwukrotnie żonaty, ze szlachcianką Marianną z Cętkowskich (Cetkowskich) i z Petronelą Kościńską. Dwaj synowie z pierwszego małżeństwa – Jan Bogumił (młodszy, ur. 27 maja 1806 w Toruniu, zm. 12 grudnia 1884) i Feliks Antoni (ur. 2 czerwca 1812 w Toruniu, data śmierci nieznana) – zostali również malarzami i przez pewien czas byli uczniami w warsztacie ojcowskim. Kształcił się w tym warsztacie (także u brata Karola Dominika, Jerzego Wojciecha) ponadto Walenty Jacobi (ur. ok. 1792), którego pokrewieństwo z wyżej wymienionymi nie jest dokładnie znane.
Karol Jacobi zmarł w Toruniu 2 sierpnia 1842.